# Mithradatés I.
Mithradatés I. (parthsky Mithradát či Mithradáta, řecky Μιθραδάτης) byl parthský velkokrál z dynastie Arsakovců panující v letech 171–139/138 př. n. l. Byl synem krále Friapatia (vládl 191–176 př. n. l.) a měl přinejmenším dva bratry – Fraata a Artabana.

## Vláda
Mithradatés je považován za tvůrce velmocenského postavení parthské říše. Na počátku jeho vlády byla moc Arsakovců v podstatě omezena jen na vlastní Parthii a krajů u Kaspického moře, na konci Mithradatés ovládal téměř celý Írán a Mezopotámii, jádro někdejších držav Achaimenovců. Cestu k těmto úspěchům králi usnadnilo oslabení seleukovské monarchie na západě i řecko-bakterské říše na východě, dvou tradičních parthských protivníků, avšak rychlost expanze jednoznačně souvisí s jeho osobními schopnostmi.
Svou dobyvačnou politiku zaměřil Mithradatés nejprve proti bakterské říši, jíž mezi lety 160 a 155 př. n. l. odňal území ovládané kdysi Arsakem I. Pak se obrátil na západ, kde po roce 148 př. n. l. zcela opanoval Médii, satrapii, která již roku 161/160 př. n. l. vypověděla poslušnost svým seleukovským pánům. To byl rozhodující průlom, neboť bez kontroly médských krajů nemohl král pomýšlet na další výboje v západně položených oblastech.
Není známo, zda se parthská vojska v příštích letech vypravila opět na bakterskou půdu, nebo zda ihned zahájila zdlouhavé dobývání Mezopotámie – každopádně v červenci 141 př. n. l. byl Mithradatés prokazatelně pánem Seleukie nad Tigridem, tehdy nejvýznamnějšího mezopotámského města, a nechal se zde slavnostně korunovat králem. Snahy Seleukovce Démétria II. vytlačit Parthy nazpět do íránské vysočiny skončily neúspěšně a sám Démétrios upadl do zajetí. Mithradatés stihl zatím ještě porazit nomádské Saky, kteří na přelomu let 141 a 140 př. n. l. vpadli do Hyrkánie.
Výrazem Mithradatových vojenských a politických úspěchů se stalo přijetí starého médského a perského titulu král králů (šáhanšáh), jejž od těch dob užívali všichni parthští vladaři. Král se snažil vystupovat jako filhelén, aby si naklonil řecké osadníky žijící v jeho nových državách, takže na jeho mincích se lze setkat s tradičními tituly helénistických monarchů – Sótér (Spasitel), Euergetés (Dobrodinec) atd. Také hlavní rezidence Parthů se za Mithradata přesunula do nově získaných krajů, stal se jí Ktésifón naproti Seleukii nad Tigridem.
Mithradatés I. zemřel roku 139/138 př. n. l. na vrcholu moci a svou rozlehlou říši odkázal nezletilému synovi Fraatovi, za něhož zpočátku řídila státní záležitosti jeho matka.